# Majoria absoluta (sèrie de televisió)
Majoria absoluta va ser una sèrie de televisió catalana, ideada i dirigida per Joaquim Oristrell, que es va emetre originalment a TV3 entre el 2002 i el 2004. Els principals papers van ser protagonitzats per Emma Vilarasau i Jordi Bosch, en una producció que es va allargar fins a les quatre temporades. La primera temporada va aconseguir un 26,3% de quota de pantalla i una mitjana de 648.000 espctadors per capítol.

## Argument
Eduard (Jordi Bosch) és un director d'orquestra internacional i pare de set fills, mentre que la Judith (Emma Vilarasau) treballa en una agència immobiliària. L'Eduard ha decidit anar a viure a Barcelona, comprar una casa i, allí, reunir-hi els set fills dispersos per diversos països del món, començant una família estable. Tanmateix, quan coneix a la Judith, l'agent immobiliària que li ha de vendre la casa, s'enamoren.

## Repartiment
- Emma Vilarasau - Judith, agent d'una agència immobiliària.
- Jordi Bosch - Eduard, director d'orquestra neuròtic i narcisista.
- Ferran Rañé - Felip, ajuda de cambra i home de confiança de l'Eduard.
- Carme Balagué - Marta, amiga de la Judith i assistenta.
- Marina Gatell - Carme, la filla erràtica.
- Pol Mainat - Amadeu, el fill gran, que és advocat.
- Alba Sanmartí - Aida, la filla intel·lectualment superdotada.
- Xavier i Marc Pla - Joan i Sebastià, els bessons.
- Alada Vila - Norma, la filla petita.
- Bartolomé Santana - Jairo, pretès fill secret de l'Eduard.
- Mario Fernández - Kòstia, un nen rus d'origen cubà que adopten la Marta i el Felip.
- Nil Garcia - Octavi, fill de l'Eduard i la Judith.